# Pholcus yugong
Pholcus yugong is een spinnensoort uit de familie trilspinnen (Pholcidae). De soort komt voor in China. 